# Wasserkraftwerk Tummel
Das Wasserkraftwerk Tummel ist ein Wasserkraftwerk am River Tummel in der schottischen Council Area Perth and Kinross. 2011 wurde das Bauwerk in die schottischen Denkmallisten in der höchsten Denkmalkategorie A aufgenommen.

## Geschichte
Die Installation eines Netzwerks aus Wasserkraftwerken entlang des Tummels zählt zu den frühen Projekten in Schottland zur Energieerzeugung durch Wasserkraft nach Beendigung des Zweiten Weltkriegs. Einige private Kraftwerke wurden jedoch schon unabhängig davon vor Kriegsausbruch erbaut. Hierzu zählt neben dem Wasserkraftwerk Tummel auch das Wasserkraftwerk Rannoch. Das abschließende Wasserkraftwerk Pitlochry wurde 1950 fertiggestellt. Ungleich der in einem früheren Netzwerk in Argyll and Bute genutzten Laufwasserkraftwerke setzt das Netzwerk entlang des Tummel insbesondere auf die Aufstauung von Seen.
Das Wasserkraftwerk Tummel entstand zwischen 1931 und 1933. Bei der Planung stand William Halcrow als Berater zur Verfügung. Balfour Beatty führte die Arbeiten aus.

## Beschreibung
Westlich des Kraftwerks wird der aus Loch Rannoch abfließende Tummel zum Dunalastair Water aufgestaut. Ein Teil seines Wassers wird über ein Wehr abgeführt und südlich des Laufs geführt. Hierbei überwindet er eine geringere Höhendifferenz als der Tummel und erreicht nach mehreren Kilometern den Kopf des Wasserlaufs oberhalb des Kraftwerks. Über Druckrohrleitungen mit einer Bruttofallhöhe von 53 Metern wird es dem Maschinenhaus zugeführt, in dem zwei vertikale Francis-Turbinen mit einer Gesamtleistung von 34.000 kW installiert sind.
Das Maschinenhaus an der Tummel Bridge ist neoklassizistisch ausgestaltet. An der nordexponierten Hauptfassade des zweistöckigen Bauwerks treten Mittel- und Eckrisalite heraus. Sie ist sieben Achsen weit. Schlichte Pilaster gliedern die Fassade vertikal. Die hohen Fenster des Erdgeschosses schließen mit flachen Segmentbögen mit angedeuteten Schlusssteinen. Ein Kranzgesims schließt die Fassade ab.